# Denny Tamaki
Denny Tamaki (玉城デニー Tamaki Denī?,  nacido el 13 de octubre de 1959) es un político japonés. Se convirtió en el primer miembro amerasiático de la Cámara de Representantes de Japón en 2009, y el 30 de septiembre de 2018 fue elegido como gobernador de la prefectura de Okinawa. Hasta 2018 fue miembro del Partido Liberal, liderado por Ichirō Ozawa.

## Biografía
Nació en Uruma, Okinawa, siendo sus padres una camarera okinawense y un Marine estadounidense de nombre William, quien abandonó Okinawa antes de que naciera. Su nombre de nacimiento era Dennis Tamaki, pero su madre lo cambió a Yasuhiro Tamaki (玉城 康裕 Tamaki Yasuhiro?); posteriormente él lo cambió, tomando una variante del original. Nunca conoció a su padre, y su madre permaneció soltera durante su juventud y destruyó muchas cosas relacionadas con su padre; trató de buscar a su padre pero nunca lo encontró. Aprendió muy poco inglés durante su juventud, pero desarrolló un amor por la cultura popular estadounidense y fue objeto de acoso escolar por sus compañeros debido a sus ojos color avellana y su cabello rojizo.
Fue a una escuela comercial en Tokio, pero lo abandonó para regresar a Okinawa, donde se convirtió en un disc jockey radial por varios años, antes de entrar a la política. Desde 2002 hasta 2005 fue miembro del concejo de la ciudad de Okinawa. Corrió en las elecciones generales de 2005 para el tercer distrito de Okinawa, pero perdió ante el incumbente Chiken Kakazu. Luego participaría en las elecciones generales de 2009 y vencería a Kakazu en el mismo distrito.
Tras su elección en la Dieta, se convirtió en miembro del Comité Permanente de Seguridad Nacional de la Cámara Baja y director del Comité Especial sobre Asuntos en Okinawa y Territorios del Norte. Tamaki pidió una drástica reducción de la fuerza militar estadounidense en Okinawa, diciendo que "es tiempo de que el gobierno japonés permita que Okinawa vuelva a su forma original" y "necesitamos destetar nuestra economía de la dependencia de las bases". Tamaki se unió a Ichiro Ozawa en la oposición al aumento del impuesto al consumo, propuesto por el primer ministro Yoshihiko Noda en 2012, por lo que fue expulsado del Partido Democrático.
En las elecciones generales de 2012 perdió en el tercer distrito de Okinawa ante Natsumi Higa, pero mantuvo el escaño a través del bloque de representación proporcional de Kyushu con el Partido del Mañana de Japón, que colapsó y se convirtió en el Partido de la Vida del Pueblo tras la elección. Tamaki volvió a competir en el tercer distrito de Okinawa en las elecciones generales de 2014 y recuperó el escaño al vencer a Higa con más de 20 puntos porcentuales.
El 30 de septiembre de 2018, fue elegido como nuevo gobernador de la prefectura de Okinawa, tras la repentina muerte de Takeshi Onaga por cáncer. Tamaki mantiene la misma postura de Onaga de fuerte oposición a la presencia estadounidense en Okinawa y que ha ocasionado fuertes fricciones con el primer ministro Shinzo Abe.